# Dionysius van de Wijnpersse

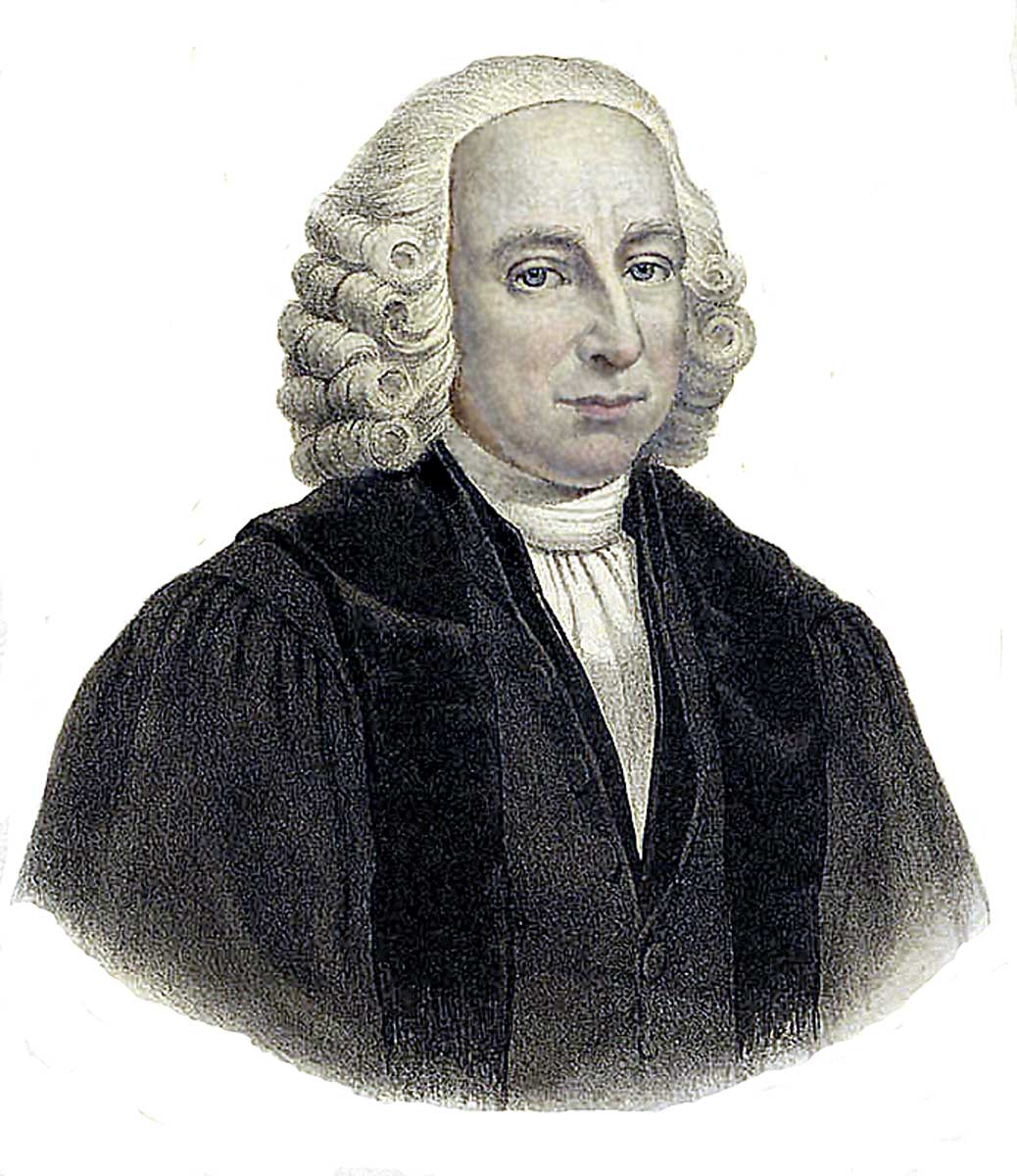
Dionysius van de Wijnpersse

Dionysius van de Wijnpersse (auch: Wynpersse,  Wijnperse; * 18. März 1724 in Middelburg; † 8. Oktober 1808 in Leiden) war ein holländischer reformierter Theologe und Philosoph.

## Leben
Wijnpersse hatte an der Lateinschule seiner Vaterstadt seine erste weitreichendere Ausbildung erhalten. Diese verließ er mit einer Rede Carmen in laudem Medioburgi. 1741 begann er ein Studium der theologischen und philosophischen Wissenschaften an der Universität Utrecht, wo Johannes Horthemels und Jacobus Odé seine prägenden Lehrer waren. Unter Horthmels verteidigte er 1743 eine Abhandlung De libertinismo und promovierte zwei Jahre später mit der Schrift De legum Die physicarum harmonia zum Doktor der Philosophie.
Er blieb noch einige Zeit in Utrecht und wechselte 1747 an die Universität Leiden, wo er sich am 19. August in die Matrikel der Hochschule einschrieb. Wijnpersse trat dann als Theologe in Erscheinung. Er wurde 1749 Pfarrer in Baarland, 1750 in Zierikzee und erhielt 1752 eine Berufung als Professor der Philosophie an die Universität Groningen. Dieses Amt trat er am 12. September mit der Rede Oratio de emolumentis philosophiae e religione Christiana ortis an und erhielt in diesem Zusammenhang am 1. September die  Ehrendoktorwürde der Theologie verliehen. Während seiner Groninger Hochschullehrerzeit beschäftigte er sich viel mit den Themen der Physik, Logik und Metaphysik, die bis dahin keine besondere Betrachtung gefunden hatten. 
Er unterrichtete nach dem Lehrbuch Institutiones des Petrus van Musschenbroek, ließ die Elementa philos. Practicae von Johann Franz Buddeus behandeln und zog Johannes Lulofs (1711–1768) Introductio in usum globorum in seine Vorlesungen mit ein. Er benutzte dazu auch das Lehrbuch von Willem Jacob ’s Gravesande und ließ die Prinzipien Isaac Newtons einfließen. Von deren Gedanken inspiriert, erschienen 1764 in Groningen seine Institutiones und 1767 seine Institutiones Logicae Metaphysicae, die als zwei der ersten modernen Lehrbücher der Experimentalphysik anzusehen sind. In jener Zeit erlebte die Groninger Hochschule eine Blütezeit, wobei viele Studenten seine Vorlesungen besuchten. 
In seine Groninger Zeit fällt auch das Erscheinen einer Lobrede auf Prinzessin Anna und Prinz Wilhelm IV, die sich um die Hochschule verdient gemacht hatten (1759) und eine Rede De recentiorum meritis speciatim Belgarum, in philosophiam, die er anlässlich seiner Rektoratszeit 1759 hielt. 
1762 wurde er in die Deutsche Akademie der Naturforscher Leopoldina aufgenommen. Sein akademischer Beiname lautete Tymaeus II.
Sein in Groningen erworbenes Ansehen bewog die Kuratoren der Universität Leiden dazu, ihn am 4. November 1768 als Nachfolger von Johannes Ludolfs an ihre Hochschule zu berufen. Diese Stelle trat er am 29. Mai 1769 mit der Rede De humanae naturae praestantia an und unterrichtete fortan in Philosophie, Mathematik und Astronomie. Als Astronom wirkte er allerdings weniger fruchtbar, jedoch wurde zu seiner Zeit der Fundus der Sternwarte Leiden um einige nicht unwichtige Geschenke bereichert. 
Ein 1772 an ihn ergangenes Ansinnen der Groninger Hochschule, ihn zum Professor der Theologie zu bestellen, lehnte er ab. 1779 trat er als Rektor in Erscheinung mit der Rede de recta philosophia ejusqae usu in vita et doctrina morali. Wijnpersse war ein Eklektiker, der die Philosophie und Theologie nach dem Geist der Zeit, nach dem damals vorhandenen Wissen und den vorhandenen natürlichen Gesetzen interpretierte. Somit ging er einen Weg, der auf den Glauben des Evangeliums fußte und der kritischen Philosophie des Willem Jacob ’s Gravesande nacheiferte. So lehnte er die Philosophie Immanuel Kants ab und etablierte sich als dessen Gegner. Zwischen Wissen, Glauben, Metaphysik und christlicher Religion differenziert er nicht. Dennoch war er sehr scharfsinnig in seinen Ausführungen, die er noch 1805 in seinen Bespiegelingen der Kantiaansche wijsbegeerte, kurz vor seiner Emeritierung, darlegte. Da er weiter seinen Lebensmittelpunkt in Leiden hatte, wurde er ein Opfer der Sprengstoffkatastrophe vom 12. Januar 1807, wobei sein Haus völlig zerstört wurde und er Hab und Gut verlor. Dennoch blieb er bis zu seinem Lebensende  in Leiden, wo er in seinem  82. Lebensjahr starb.

## Familie
Aus seiner 1751 geschlossenen Ehe mit Anna Diederica Thiens († 1794) gingen mehrere Kinder hervor. Jacob Thiens van de Wijnpersse (1761–1788) wurde 1783 mit Dissertatio academica de ancylosi sive praeternaturali articulorum obrigescentia, einer Arbeit über Ankylose, in Leiden promoviert und wurde Arzt. Johann Hulsius van de Wijnpersse wurde als Prediger 1787 sein Nachfolger, 1788 in Zierikzee, 1794 in Amersfoort, 1795 in Den Haag, wo er 1810 starb. Sein Sohn Samuel Johannes van de Wijnpersse (1759–1842) erlangte ebenfalls in der Wissenschaftswelt Bedeutung.

## Weblink
- Literatur über Dionysius van de Wijnpersse in der Digitalen Bibliothek der Niederlande (DBNL)